# Yoshio Fujiwara
Yoshio Fujiwara är en japansk tidigare fotbollsspelare.